# Дневник Мерера
Дневник Мерера (также известен как Папирус Джарф) — записки вероятного строителя пирамиды фараона Хуфу (Хеопса). Написаны на папирусе иератическими иероглифами более 4500 лет назад Мерером, чиновником среднего звена с титулом инспектора (sḥḏ, sehedj). Представляют самый старый архив папирусов из когда-либо найденных в Египте
Это старейшие известные папирусы с текстом, датируемые 27-м годом правления фараона IV династии Хуфу. Текст в основном состоит из списков повседневной деятельности Мерера и его команды, отображая несколько месяцев их работы. Лучше всего сохранившиеся фрагменты (Папирус Джарф А и B) документируют транспортировку на лодке блоков белого известняка из турских каменоломен в Гизу.
Выброшенные за ненадобностью папирусы, погребённые перед искусственными пещерами, служившими для хранения лодок, в Вади-эль-Джарфе на побережье Красного моря (в 118 км к югу от города Суэца), были найдены и раскопаны в 2013 году французско-египетской миссией под руководством археологов Пьера Талле из Университета Париж-Сорбонна (известного исследователя комплекса Гизы) и Грегори Маруара. Популярный отчёт о важности этого открытия был опубликован Пьером Талле и Марком Ленером, назвавшими корпус «Свитками Красного моря».
Египетский археолог Захи Хавасс назвал «Дневник Мерера» «величайшим открытием в Египте XXI века». Фрагменты папирусов после консервации выставлены в Египетском музее в Каире.

## Содержание

### Папирус Джарф A и B
Лучше всего сохранившиеся папирусы описывают несколько месяцев работы над транспортировкой известняка из северного и южного карьеров в Туре в Гизу на 27-м году правления фараона Хуфу. Хотя в дневнике прямо не указано, где и для какой цели должны были использоваться камни, однако, судя по времени составления, они, скорее всего, предназначались для облицовки внешней части Великой пирамиды. Примерно каждые десять дней (длительность древнеегипетской рабочей недели) совершались два-три рейса туда и обратно, в ходе которых отправлялось около 30 блоков по 2-3 тонны каждый, что совокупно ставляло 200 блоков в месяц. Под его началом работало около сорока лодочников. Период, описанный в папирусах, охватывает время с июля по ноябрь.
Вверху записей размещается заголовок с названием месяца и сезона. Ниже — горизонтальная линия, на которой указаны дни месяцев. Под ней — две вертикальные колонки, описывающие, что произошло в эти дни.
В дневнике также упоминается первоначальное название Великой пирамиды: Ахет-Хуфу, что означает «Горизонт Хуфу».
Помимо Мерера, в записях упоминаются ещё несколько человек. Важным из имён является Анххаф — сводный брат фараона Хуфу и визирь при нём и/или Хафре, отвечавший за возведение пирамиды. В папирусах он назван дворянином (Иры-пат) и надзирателем Ра-ши-Хуфу, то есть гавани в Гизе, куда привозили строительный блоки.

### Папирус Джарф C
Строительство «двойной джаджи» в центральной Дельте Нила.

### Папирус Джарф D
Работа над резиденцией и долинным храмом (?) Хуфу.

### Другие папирусы
Другие журналы (E и F) и связанные с ними отчёты (G-L и другие фрагменты) гораздо более фрагментарны, и их содержание ещё предстоит расшифровать.

## Ценность
Дневник содержит ценную информацию, сопутствовавшую сооружение египетских пирамид. Большинство документов представляет собой счета на доставлявшуюся работникам провизию и журналы регистрации их деятельности. Два документа являются посуточным описанием действий, выполнявшихся бригадой (филой) из 40 рабочих под руководством человека по имени Мерер, вероятно, автора этих документов, в течение 3—5 месяцев. В текстах раскрывается техника перевозки известняковых блоков из каменоломни Тура к пирамиде Хеопса, находящейся ниже по Нилу в 12 км от Туры. Команда использовала парусную деревянную лодку и перемещала на них несколько десятков блоков за один рейс через систему каналов от Нила почти до самой пирамиды; оценочно одна команда перевозила около 1000 блоков за сезон (в течение ежегодного разлива Нила), делая один полный рейс с погрузкой, разгрузкой и ночёвками в среднем за 5 дней. Папирусы подтверждают, что камень из Туры и Асуана доставлялся к пирамидам Гизы по воде, через соединявшееся с Нилом искусственное озеро к пристани, открытой в последние годы археологами под руководством Марка Лерера. В то же время, огромные карьеры менее качественного, чернового известняка Гизы, равно как и места строительства пирамид в Гизе, расположены на возвышении относительно Нила, следов обводнённых каналов между ними нет; в других местах, например, в Саккаре, река удалена от этих объектов ещё дальше.